# Кълчър Бийт
Culture Beat е немска евроденс група, създадена във Франкфурт през 1989 г. от диско-водещия Торстен Фенслау. През 1990 г. той наема рап-певеца Джей Сюприйм и вокалистката Лейна Ърл, с които записва първия си сингъл на английски „I Like You“ („Харесвам те“). През 1993 г. Лейна е заменена от британската певица Таня Еванс, с която групата създава едни от най-успешните си хитове като „Mr.Vain“ („Г-н Безполезен“), „Got To Get It“(„Трябва да го вземеш“) и „Take Me Away“ („Отведи ме надалеч“).

## Дискография

### Албуми
- „Horizon“ – 1991 г.

- „Serenity“ – 1993 г.

- „Inside Out“ – 1995 г.

- „Metamorphosis“ – 1998 г.

- „Best Of Culture Beat“ – 2003 г.

### Сингли
- „Der Erdbeermund “ – 1989 г.

- „I Like You“ – 1990 г.

- „Tell Me That You Wait“ – 1991 г.

- „No Deeper Meaning“ – 1991 г.

- „Mr Vain“ – 1993 г.

- „Got To Get It“ – 1993 г.

- „Anything“ – 1993 г.

- „World In Your Hands“ – 1994 г.

- „Adelante“ – 1994 г.

- „Inside Out“ – 1995 г.

- „Crying In The Rain“ – 1996 г.

- „Take Me Away“ – 1996 г.

- „Walk The Same Line“ – 1996 г.

- „Pay No Mind“ – 1998 г.

- „Rendez-Vous“ – 1998 г.

- „You Belong“ – 1998 г.

- „Insanity“ – 2001 г.

- „Mr Vain Recall“ – 2003 г.

- „Can't Go On Like This (No No)“ – 2004 г.

- „Your Love“ – 2008 г.